# Nearktika
Nearktika je ena od šestih glavnih favnističnih regij zemeljskega kopnega po zoogeografski delitvi, ki jo je vpeljal angleški naravoslovec Alfred Russel Wallace. Zavzema skoraj celotno Severno Ameriko od Mehiške planote na jugu do skrajnega severa celine, vključno z Grenlandijo. Na jugu meji na Neotropsko regijo, ki zajema preostanek Amerike, zahodno preko Beringovega preliva pa je Palearktika, ki zavzema večino Evrazije in Severno Afriko.
Na severtu Nearktike se razprostirajo obsežna območja tundre in tajge, južneje pa si od zahoda proti vzhodu sledijo zmerni listopadni gozdovi, travišča in severnoameriška oblika makije ter puščav.
Morska pregrada med Palearktiko in Nearktiko je v novejši zemeljski geološki zgodovini večkrat izginila, zato imata regiji zelo podobno favno, predvsem sesalcev – več kot polovica družin jima je skupnih. Za Nearktiko sta endemni le družini vilorogov (Antilocapridae) in brezrepih veveric (Aplodontidae). Na tej podlagi nekateri biologi zavračajo delitev in obravnavajo celotno območje pod imenom Holarktika. Po drugi strani je razmeroma nedavno v geološki zgodovini nastal kopenski most med Severno in Južno Ameriko, odtlej se dogaja vélika izmenjava favne med celinama.